# Epidendrum dialychilum
Epidendrum dialychilum är en orkidéart som beskrevs av Eric Hágsater och Dodson. Epidendrum dialychilum ingår i släktet Epidendrum och familjen orkidéer.
Artens utbredningsområde är Ecuador. Inga underarter finns listade i Catalogue of Life.